# 조니 조엘리
조니 조엘리(영어: Johnny Gioeli, 1967년 10월 5일 ~ )는 미국의 하드 록, 헤비 메탈 가수이다. 크러시 포티의 보컬리스트이다.